# Đuro Palaić
Đuro Palaić (Ruma, 1937.) je hrvatski pjesnik. Djeluje u iseljeništvu.
U najboljim svoji stihovima Palaić je pjesnik egzistencijalan, esencijalan, domovinski, vinski, ljubavni; hedonist, humanist; čovjek zemlje, snažnog bila.